# Jean de Hangest
Jean de Hangest, heer van Genlis en Ivoy (ca. 1530 – Antwerpen, na juli 1573) was een Frans edelman en hugenoot. Hij was een van de voornaamste aanvoerders van Gaspard II de Coligny en steunde twee invasies van Willem van Oranje aan het begin van de Tachtigjarige Oorlog. De tweede keer werd hem fataal, want hij werd gevangengenomen en omgebracht. 

## Leven
Hij was de jongste van vijf zonen van ridder Adrien de Hangest, kamerheer van drie Franse koningen, en van Marie du Mas. In 1562 trouwde hij in Bourges met Jeanne de Boucard, met wie hij een zoon Nicolas kreeg. Als Picardiër had hij hooggeplaatste verwanten aan beide kanten van de grens: Coligny in Frankrijk en Horne in de Nederlanden.
Dat jaar verdedigde hij Bourges tijdens de Eerste Hugenotenoorlog twintig dagen lang tegen de koninklijke troepen, om de stad uiteindelijk toch over te geven op 31 augustus. Het bezorgde prins Lodewijk I van Bourbon-Condé enige achterdocht tegen de broers Jean en François de Hangest. In 1569 stierf François en nam Jean de titel 'heer van Genlis' aan, al verkocht hij de heerlijkheid uit geldnood aan Pierre Brûlart de Genlis.
In 1568 nam Genlis met Louis de Lannoy deel aan Oranjes eerste invasie. Langs Dinant viel hij Brabant binnen, onderweg kloosters en kerken afbrandend in Saint-Hubert (15 oktober), Waulsort, Hastière en Fosses-la-Ville (18-19 oktober). Tegen dat hij zich op 23 oktober met Oranje verenigde bij Waver, was zijn vijf- tot tienduizend man sterke leger door schermutselingen en desertie uitgedund tot 2500. De invasie werd een mislukking, maar Genlis overleefde.
In 1572 behoorde Genlis met zijn landgenoten François de La Noue en Poyet tot de luitenanten van het leger waarmee Lodewijk van Nassau Henegouwen binnentrok als onderdeel van Oranjes tweede invasie. Op 23 mei namen ze Valenciennes – weliswaar slechts voor enkele dagen – en 's anderendaags viel Bergen in hun handen. In een toespraak op het marktplein bezwoer Genlis de inwoners dat ze geen plannen hadden om de stad in te lijven bij Frankrijk. Landvoogd Alva was er daarentegen van overtuigd dat de Franse koning Karel IX medeplichtig was en weldra de oorlog zou verklaren. Hij maakte de dreiging van de Watergeuzen ondergeschikt aan de herovering van Bergen, dat hij door zijn zoon Don Fadrique liet belegeren. Lodewijk van Nassau rekende effectief op hulp uit Frankrijk. Vlak voor de omsingeling voltooid was, stuurde hij Genlis naar Parijs.
Hij kwam er aan op 23 juni en overtuigde Coligny en de koning ervan een ontzettingsleger op de been te brengen. Op 12 juli verliet hij Parijs aan het hoofd van zesduizend man. Hoewel het troepen van Coligny waren en niet van de koning, meende de Spaanse ambassadeur Diego de Zuñiga dat Catharina de Medici heimelijk zestigduizend livres had verstrekt. Vanuit het bezette Bergen stuurde Lodewijk een boodschapper door de linies om het hugenotenleger naar het oosten te doen afbuigen om zich te verenigen met Oranje, maar Genlis negeerde deze instructie. Hij marcheerde recht naar Bergen en liep op 17 juli in de val die Don Fadrique had opgezet. Volgens de kroniekschrijver Antonio Trillo was hij geïnformeerd over de route van de hugenoten. Hun zesduizend haakbusschutters en achthonderd ruiters werden in de pan gehakt bij Saint-Ghislain.
Genlis werd met vele anderen krijgsgevangen gemaakt. Papieren in zijn bagage bevestigden dat Karel IX op de hoogte was van de invasie. Hij werd onder tortuur ondervraagd en zou bekend hebben dat er nog tienduizend man klaarstond en dat inwoners van Rijsel en Doornik zich klaar hielden om te rebelleren. Ten laatste in januari 1573 werd hij opgesloten in de Citadel van Antwerpen. Hij verpandde toen zijn zilverwerk om zich te kunnen vrijkopen. Commandant Sancho d'Ávila meldde dat hij had proberen te ontsnappen door een muzikant om te kopen en stelde voor beiden te executeren. Hij kreeg echter andere instructies en verkeerde in juli in onzekerheid wat te doen. Uiteindelijk werd Genlis heimelijk in zijn cel gewurgd, ongetwijfeld op bevel van d'Ávila.

## Voetnoten
1. ↑  Raymond Fagel, "Sancho Dávila: the Champion of Catholic Spain" in: Protagonists of War. Spanish Army Commanders and the Revolt in the Low Countries, 2021, p. 149. DOI:10.2307/j.ctv1xtwqc7.7
2. ↑  Raymond Fagel en Judith Pollmann, 1572: Burgeroorlog in de Nederlanden, 2022, p. 108. Gearchiveerd op 16 augustus 2023.
3. ↑  Ook in de moderne historiografie bestaat nog verwarring of het hier ging om Jean dan wel om zijn broer François. Voor de eerste stelling, zie o.a.: D.J.B. Trim, "The Huguenots and the European Wars of Religion, c.1560–1697. Soldiering in National and Transnational Context" in: The Huguenots. History and Memory in Transnational Context, 2011, p. 160; René van Stipriaan, De zwijger. Het leven van Willem van Oranje, 2021, p. 319. Voor de stelling dat het om François ging, zie: Bertrand Haan, L'amitié entre princes. Une alliance franco-espagnole au temps des guerres de Religion (1560-1570), 2015, p. 108. Gearchiveerd op 16 augustus 2023.
4. ↑  H. Hettema jr., "De route van prins Willem in 1568" in: Bijdragen voor Vaderlandsche Geschiedenis en Oudheidskunde, VIe reeks, deel III, afl. 1 en 2, p. 23
5. ↑  Alkuin Holländer, "Wilhelm von Oranien und Straßburg 1568 und 1569" in: Zeitschrift für die Geschichte des Oberrheins, 1906, p. 57
6. ↑  P.J. Blok, Willem de Eerste, prins van Oranje, vol. 1, 1919, p. 192-193. Gearchiveerd op 16 augustus 2023.
7. ↑  René van Stipriaan, De zwijger. Het leven van Willem van Oranje, 2021, p. 319.
8. ↑  Stuart Carroll, "A Wedding and Four Thousand Funerals" in: Martyrs and Murderers. The Guise Family and the Making of Europe, 2011, p. 203. DOI:10.1093/acprof:osobl/9780199596799.003.0009
9. ↑  Raymond Fagel en Judith Pollmann, 1572: Burgeroorlog in de Nederlanden, 2022, p. 109. Gearchiveerd op 16 augustus 2023.
10. ↑  Kristen B. Neuschel, "Noble Households in the Sixteenth Century: Material Settings and Human Communities" in: French Historical Studies, 1988, nr. 4, 1988, p. 612
11. ↑  Raymond Fagel, "Sancho Dávila: the Champion of Catholic Spain" in: Protagonists of War. Spanish Army Commanders and the Revolt in the Low Countries, 2021, p. 148. DOI:10.2307/j.ctv1xtwqc7.7